# Dreamland (manfra)
Pour les articles homonymes, voir Dreamland.
 (juillet 2019).
Si vous disposez d'ouvrages ou d'articles de référence ou si vous connaissez des sites web de qualité traitant du thème abordé ici, merci de compléter l'article en donnant les références utiles à sa vérifiabilité et en les liant à la section « Notes et références ».
Dreamland est un manga français créé par Reno Lemaire et publié par Pika Édition depuis 2006.

## Histoire

### Prologue
L'histoire se déroule à Montpellier de nos jours. En parallèle de la réalité, il existe un monde où tous les gens vont chaque soir, le monde des rêves : Dreamland . La plupart y vont sans s'en rendre compte en tant que simple « rêveur ». Cependant, lorsqu'une personne arrive à vaincre sa phobie, il accède au statut de « voyageur », il devient conscient de cet univers et est doté d'un pouvoir lié à cette peur surmontée. Ce monde est également peuplé par des créatures permanentes, dites créatures de rêve, qui n'existent qu'à Dreamland.
Terrence Meyer, un adolescent de 18 ans, est élève en terminale STG (Actuel STMG) au Lycée Jules Guesde (Mas de Tesse). Sa mère est morte dans un incendie alors qu'il n'était âgé que de 7 ans et depuis, il a une peur panique du feu. Mais un soir, alors qu'il rêve une énième fois de sa mère prisonnière des flammes, il surmonte sa phobie en contrôlant le feu qui l'entoure. À partir de cet instant ainsi que toutes les nuits qui suivent, lors de son sommeil, il se retrouve transporté à Dreamland, le monde des rêves, où il croise plusieurs personnes de son entourage, qui sont également des voyageurs et avec qui il finit par former un groupe.

## Fiche technique
Édition française : Pika Édition
- Nombre de volumes sortis : 22 (premier arc : tomes 1 à 19 ; deuxième arc : tomes 20 à -)
- Date de première publication : 25 janvier 2006
- Format : 130 mm × 180 mm
- Environ 216 pages par volume dont 8 en couleurs

Certains volumes sont disponibles en différentes versions :
- Collector pour le volume 6 (cartes à l'effigie des héros) et le volume 10 (chapitre inédit nommé « Conte 0 » et Dream Mag)[2]
- Nouvelles éditions pour les volumes 1 à 5 (2012) : 
  - Pour les tomes 1 à 3, les couvertures ainsi que les trames sont refaites[3].
  - Pour les tomes 4 et 5, seule la couverture sera refaite.

Mi août 2013, Reno a indiqué sur les réseaux sociaux que Pika sortirait un coffret des trois premiers tomes le 16 octobre 2013.
- Remaster pour les volumes 1 à 10 (2022-23) : 
  - Nouvelle édition revue graphiquement et narrativement, nouvelles couvertures (tome 1 intégralement redessiné, tomes 2 à 5 largement retravaillés, modifications progressivement mineures jusqu'au tome 10).

Edition allemande :
Depuis février 2013, Dreamland est traduit pour le marché allemand par Tokyopop. C'est une des raisons des nouvelles éditions des cinq premiers tomes.
Edition japonaise :
Plus récemment, l'œuvre franchit un nouveau cap symbolique, la publication au Japon. Le manga arrive d'abord sur la plateforme Line Manga dès le 6 septembre 2024 pour une prépublication numérique et se poursuit au rythme d'un chapitre par semaine. Le 3 octobre 2024, la publication physique débute chez l'éditeur Euromanga avec la parution du premier volume. Le tome 2 suit fin décembre 2024, et le tome 3 en mars 2025.

## Artbook Dreamland
Après 15 ans et 19 tomes publiés, l'Artbook Dreamland débarque le 14 octobre 2020 en librairie, une première dans le domaine du manga français. Il s'agit d'un livre d'art de 380 pages, contenant plus de 600 illustrations couleur (fiches personnages, lieux emblématiques, planches originales...) dans l'ordre chronologique de la série.
- Format : 230 x 285 mm
- Couverture cartonnée et jaquette réversible.
- Prix de vente à la sortie : 35€ TTC

## Hors-série:Tokyo Trip
Composé d'une quarantaine de pages, Dreamland Tokyo Trip raconte l'aventure de Nobuo, lycéen japonais qui a peur des filles, et qui veut connaître la fin de sa série de mangas préférée. Impatient, il se met alors en tête de réunir les sept boules de papier, l'objet magique du manga, afin d'invoquer le Dragon origami, qui répertorie tous les voyageurs de Dreamland pouvant exister. Ce qui devrait permettre à Nobuo et son équipe de localiser l'auteur du manga…
Publié en 2017, l'idée du hors-série a émergé lors du premier voyage au Japon en 2007 de l'auteur, Reno Lemaire, en apercevant un jeune japonais lire un tome de One Piece dans le métro.

## Adaptation
À l'été 2022, la plateforme française ADN et Reno Lemaire annoncent la production d'une adaptation en série d'animation, prévue pour 2026,. Trois saisons d'une dizaine d'épisodes sont d'ores et déjà prévues et seront réalisées par le studio français La Chouette Compagnie, qui s'est illustré par le passé avec Droners et Le Monde selon Kev.